# Hulitjärnen
Hulitjärnen är en sjö i Sundsvalls kommun i Medelpad och ingår i Selångersåns huvudavrinningsområde. Sjön har en area på 0,0488 kvadratkilometer och ligger 86,3 meter över havet. Sjön avvattnas av vattendraget Robäcken.

## Delavrinningsområde
Hulitjärnen ingår i det delavrinningsområde (692362-157267) som SMHI kallar för Mynnar i Selångersån. Medelhöjden är 101 meter över havet och ytan är 4,97 kvadratkilometer. Det finns inga avrinningsområden uppströms utan avrinningsområdet är högsta punkten. Robäcken som avvattnar avrinningsområdet har biflödesordning 2, vilket innebär att vattnet flödar genom totalt 2 vattendrag innan det når havet efter 8,3 kilometer. Avrinningsområdet består mestadels av skog (59 procent). Avrinningsområdet har 0,05 kvadratkilometer vattenytor vilket ger det en sjöprocent på 0,9 procent. Bebyggelsen i området täcker en yta av 0,72 kvadratkilometer eller 14 procent av avrinningsområdet.